# Le Roi cerf (roman)
Pour les articles homonymes, voir Le Roi Cerf.
Le Roi cerf (鹿の王, Shika no Ō) est une série de romans fantastiques japonais écrits par Nahoko Uehashi. Kadokawa publie le roman original en deux volumes en septembre 2014, puis le republie en quatre volumes réimprimés entre juin et juillet 2017. Une adaptation manga dessinée par Taro Sekiguchi est sérialisée en ligne via le site web Young Ace Up de Kadokawa Shoten entre juillet 2021 et mars 2022. Il est rassemblé en deux volumes tankōbon. Une adaptation cinématographique animée par Production I.G créée le 4 février 2022.

## Synopsis
Dans les années qui ont suivi une guerre féroce, l'Empire de Zol contrôle désormais les terres et les citoyens d'Aquafa rival, à l'exception du territoire du cheval de feu d'Aquafa, où les chiens sauvages qui portaient autrefois la mortelle fièvre du loup noir continuent de se promener librement. Lorsqu'une meute de chiens traverse une mine contrôlée par Zol, Van, un ancien soldat asservi, et une jeune fille nommée Yuna sont tous deux mordus, mais parviennent à s'échapper en tant que seuls survivants de l'attaque. Enfin libres, Van et Yuna cherchent une existence simple et paisible à la campagne. Mais alors que la maladie mortelle sévit à nouveau, ils se retrouvent au carrefour d'une lutte bien plus vaste que n'importe quelle nation.

## Film d'animation
Une adaptation en anime a été annoncée le 21 juin 2018. Il a ensuite été annoncé qu'il s'agissait d'une adaptation en film d'animation produite par Production I.G. Le film est réalisé par Masashi Andō et Masayuki Miyaji, Ando concevant les personnages, Taku Kishimoto s'occupant des scénarios, et Harumi Fuuki composant la musique du film. Il devait initialement être diffusé en avant-première le 18 septembre 2020, mais a été reporté au 10 septembre 2021 pour des raisons non divulguées,. Le film a été de nouveau retardé en août 2021 en raison de la pandémie de Covid-19. Il a été diffusé en avant-première le 4 février 2022.